# Chiesa di San Volfango (Moena)
La chiesa di San Volfango è una chiesa sussidiaria a Moena. Risale al XV secolo.

## Storia

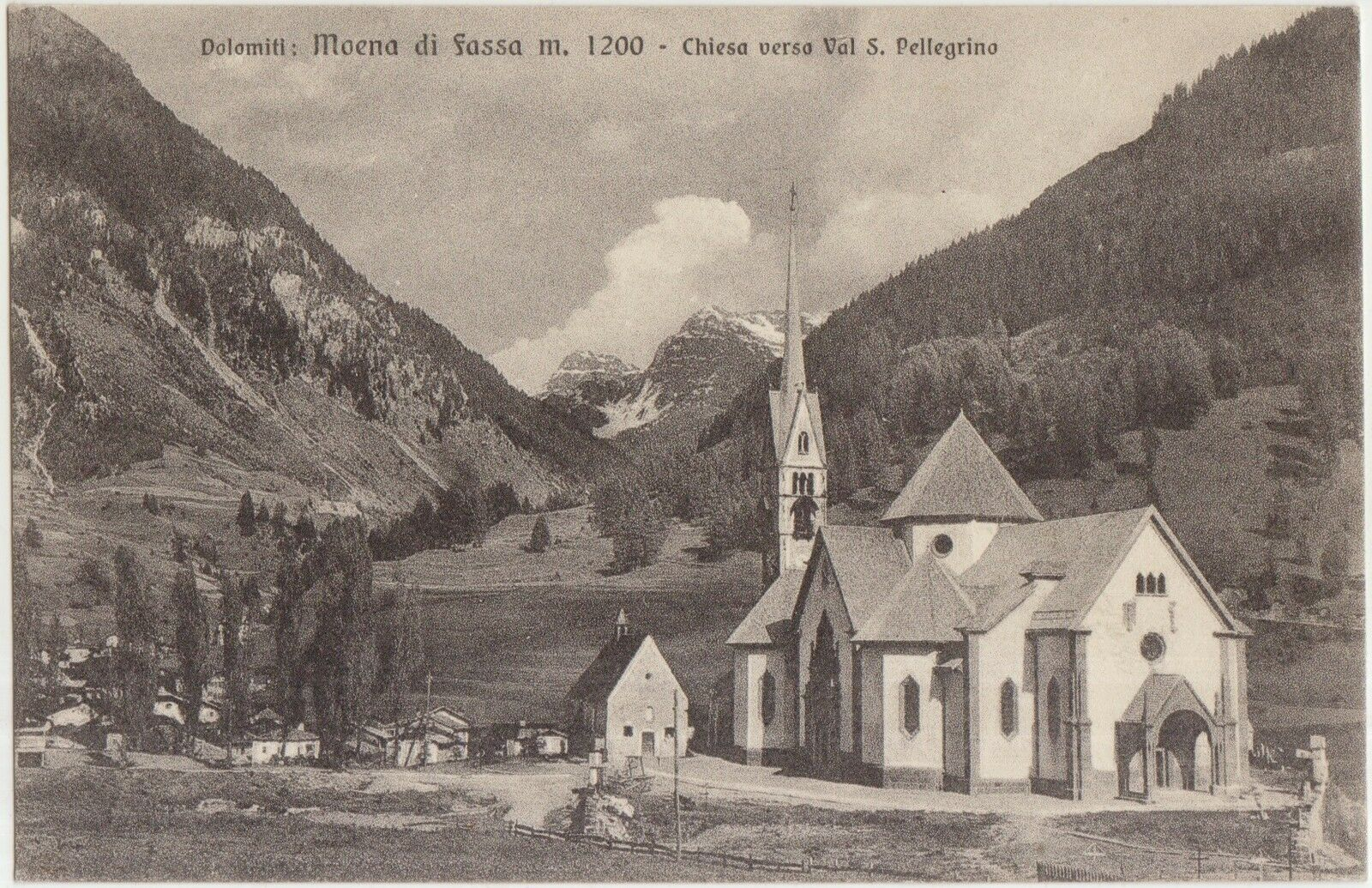
La piccola chiesa di San Volfango accanto alla chiesa di San Vigilio in un'immagine del 1940

La tradizione popolare vuole che la chiesa di San Volfango, che si trova accanto alla chiesa di San Vigilio nel centro di Moena, sia la più antica del luogo. Sembra tuttavia che questo sia frutto di un errore interpretativo legato ad una data trascritta in modo errato, dove si sarebbe scambiato il 1626 col 1026. Secondo tale lettura sarebbe stato Adelpreto II e dedicare questo edificio a San Vigilio nel 1164, quando era principe vescovo di Trento.
Rimane più verosimile che la fondazione dell'edificio sia avvenuta in tempi di poco precedenti la sua consacrazione, celebrata nel 1432, anche in considerazione della particolare devozione per Volfango di Ratisbona che si stava diffondendo in quel periodo nelle zone alpine di lingua tedesca.
Tra il 1440 e il 1460 la facciata venne decorata con un ciclo di affreschi raffiguranti vari santi e quasi contemporaneamente venne affrescata anche la sala interna. Gli affreschi di sant'Orsola e della Madonna della Misericordia, risalenti a questo periodo, sono stati attribuiti al Maestro di Lisignago.
Nel 1626 la chiesa fu oggetto di interventi di restauro e, a cavallo tra XVII e XVIII secolo, venne decorata anche la volta a schifo della navata.
Durante il periodo del giuseppinismo la chiesa venne soppressa e utilizzata per altri scopi poi, dopo il 1851, si cominciò a ripristinare la condizione precedente e nel 1864 venne restituita al culto.
Dopo il 1872 venne rifatta la copertura del tetto costruendo anche un campanile in legno in posizione arretrata, sopra l'abside e si iniziò ad erigere la sacrestia.
Nel primo dopoguerra la zona absidale venne demolita per costruire un monumento dedicato ai caduti durante il conflitto poi, mentre era in corso la seconda guerra mondiale, vennero realizzati restauri che restituirono affreschi sulla navata che erano stati imbiancati e furono tolte parti in stucco ad imitazione di semicolonne.
Un ultimo intervento si è avuto negli ultimi anni del XX secolo, quando si sono consolidate le strutture murarie e si sono rivisti gli esterni dell'edificio.